# ناحیه فنیکس، شهرستان هنری، ایلینوی
ناحیه فنیکس (به انگلیسی: Phenix Township) یک منطقهٔ مسکونی در ایالات متحده آمریکا است که در شهرستان هنری، ایلینوی واقع شده‌است. ناحیه فنیکس ۱۹۷ متر بالاتر از سطح دریا واقع شده‌است.